# Roman Bierówka
Roman Marian Bierówka, właśc. Birówka (ur. 15 marca 1884 w Kolbuszowej, zm. 1940 w ZSRR) – podpułkownik saperów inżynier Wojska Polskiego, ofiara zbrodni katyńskiej.

## Życiorys
Urodził się 15 marca 1884 w Kolbuszowej w rodzinie Wojciecha. Uczył się w C. K. Wyższej Szkoły Realnej we Lwowie, gdzie w 1902 z odznaczeniem zdał egzamin dojrzałości (wymieniony jako „Roman Birówka”). Krótkotrwale do 1908 studiował w Hochschule für Bodenkultur w Wiedniu i w Kulturtechnische Schule w Berlinie.
Od 1907 do 1908 służył w armii austro-węgierskiej jako jednoroczny ochotnik pionierów w Klostenburgu. W latach 1912–1913 wziął udział w mobilizacji sił zbrojnych c. k. armii, wprowadzonej w związku z wojną na Bałkanach, po czym mianowany chorążym rezerwy. Po studiach był zatrudniony w Biurze Melioracyjnym C. K. Wydziału Krajowego we Lwowie: jako inżynier adiunkt, od 1911 jako inżynier II klasy, a w 1914 mianowany inżynierem II klasy. 
W czasie I wojny światowej wcielony do c. k. armii i przydzielony do batalionu saperów z Przemyśla. Mianowany podporucznikiem z dniem 1 listopada 1914, a na stopień porucznika awansowany ze starszeństwem z dniem 1 lutego 1916 w korpusie oficerów rezerwy piechoty. Od listopada 1914 w 4/12 kompanii saperów na froncie galicyjskim, a po uznaniu za niezdolnego do służby skierowany do sztabu 7 Armii jako pomocnik referenta technicznego. Od stycznia 1917 w kadrze przemyskiego batalionu saperów. W 1917 jego oddziałem macierzystym był batalion saperów nr 10. W październiku 1917 skierowany na front włoski jako dowódca 1/24 kompanii saperów.
Po odzyskaniu przez Polskę niepodległości został przyjęty do Wojska Polskiego. Od 1 listopada 1918 w batalionie saperów we Lwowie i w Przemyślu. Od połowy sierpnia 1919 zastępca komendanta Parku Inżynierii Nr 2 we Lwowie (potem PI VIII Armii). 30 lipca 1920 został zatwierdzony z dniem 1 kwietnia 1920 w stopniu majora w Korpusie Inżynierii i Saperów, w grupie oficerów byłej armii austro-węgierskiej. Pozostawał wówczas w rezerwie armii. Od stycznia 1921 służył jako referent drogowy w Dowództwie Okręgu Generalnego Lwów. Wówczas jego oddziałem macierzystym był 6 pułk saperów. 3 maja 1922 został zweryfikowany w stopniu majora ze starszeństwem z dniem 1 czerwca 1919 w korpusie oficerów inżynierii i saperów. Został wykładowcą na Wydziale Wojskowym Politechniki Lwowskiej, a po likwidacji tej jednostki (1 sierpnia 1922) skierowany do Głównej Szkoły Artylerii i Inżynierii w Warszawie na posadę dyrektora nauk. W latach 1923–1924 pełnił służbę w Kościuszkowskim Obozie Szkolnym Saperów w Warszawie (od 14 lipca do 28 sierpnia 1924 jednocześnie będąc komendantem Obozu), pozostając oficerem nadetatowym 6 pułku saperów. 9 października 1923 został przesunięty ze stanowiska dowódcy kompanii na stanowisko dyrektora nauk. W 1925 został referentem w utworzonym w tym roku Inspektoracie Fortyfikacji. 12 kwietnia 1927 został awansowany na podpułkownika ze starszeństwem z dniem 1 stycznia 1927 i 1. lokatą w korpusie oficerów inżynierii i saperów. 28 kwietnia 1928 został przeniesiony z 7 pułku saperów w Poznaniu macierzyście do kadry oficerów saperów z równoczesnym oddaniem do dyspozycji dowódcy Okręgu Korpusu Nr VII, a z dniem 31 października tego roku przeniesiony w stan spoczynku.
W kolejnych latach działał jako inżynier we Lwowie.
Po wybuchu II wojny światowej, kampanii wrześniowej 1939 i agresji ZSRR na Polskę z 17 września 1939 został aresztowany przez Sowietów 9 grudnia 1939 we Lwowie. Był przetrzymywany we lwowskim więzieniu Brygidki, a w kwietniu 1940 wywieziony. W 1940 został zamordowany przez NKWD. Jego nazwisko znalazło się na tzw. Ukraińskiej Liście Katyńskiej opublikowanej w 1994 (został wymieniony na liście wywózkowej 55/5-35 oznaczony numerem 181). Ofiary tej części zbrodni katyńskiej zostały pochowane na otwartym w 2012 Polskim Cmentarzu Wojennym w Kijowie-Bykowni.

## Odznaczenia
- Odznaka pamiątkowa „Orlęta”

austro-węgierskie
- Signum Laudis Brązowy Medal Zasługi Wojskowej na wstążce Krzyża Zasługi Wojskowej
- Krzyż Pamiątkowy Mobilizacji 1912–1913

Według innego źródła otrzymał też Krzyż Zasługi Wojskowej III klasy i Krzyż Wojskowy Karola